# Хетерофобија
Хетерофобија је термин којим се понекад описује обрнута дискриминација или негативни ставови према хетеросексуалним људима или разнополним браковима. Научна употреба израза хетерофобија у сексологији је спутана од стране неколико истраживача, посебно од оних који оспоравају истраживање о сексу Алфреда Кинзија. До данас, постојање или степен хетерофобије су углавном непознати сексолозима. Осим сексологије, не постоји консензус о значењу термина јер се такође користи и као "страх од супротног".